# All Over Town
«All Over Town» —en español: «Por toda la ciudad»— es una canción escrita por el cantante y músico Myles Goodwyn e interpretada por la banda canadiense de rock April Wine. Se enlistó originalmente en el álbum The Nature of the Beast, publicado en 1981 por Aquarius Records en Canadá y por Capitol Records en el Reino Unido.

## Publicación y recepción
Esta canción se lanzó como sencillo en 1981 por Aquarius Records y Capitol Records en Canadá y el Reino Unido respectivamente.  Aunque recibió cierta promoción, «All Over Town» no entró en los listados de popularidad en Canadá, Estados Unidos o la Gran Bretaña.

## Versiones
Dependiendo la región donde fue publicado este sencillo, el tema secundario de «All Over Town» varía. En Canadá, se incluyó la misma canción pero en vivo, ejecutada durante un concierto realizado en el The Aladdin Theatre for the Performing Arts de la ciudad de Las Vegas, Nevada, EE. UU. el 27 de abril de 1981.  En tanto, en el lado B de la edición británica se encuentra la melodía «Crash and Burn», escrita también por Myles Goodwyn.

## Lista de canciones

### Versión canadiense

#### Lado A
| side one |                 |               |          |  |
| N.º      | Título          | Escritor(es)  | Duración |  |
| 1.       | «All Over Town» | Myles Goodwyn | 3:00     |  |

#### Lado B
| side one |                           |               |          |  |
| N.º      | Título                    | Escritor(es)  | Duración |  |
| 2.       | «All Over town» (en vivo) | Myles Goodwyn | 5:00     |  |

### Versión británica

#### Lado A
| side one |                 |               |          |  |
| N.º      | Título          | Escritor(es)  | Duración |  |
| 1.       | «All Over Town» | Myles Goodwyn | 3:00     |  |

#### Lado B
| side one |                  |               |          |  |
| N.º      | Título           | Escritor(es)  | Duración |  |
| 2.       | «Crash and Burn» | Myles Goodwyn | 2:33     |  |

## Créditos
- Myles Goodwyn — voz principal, guitarra y coros
- Brian Greenway — guitarra y coros
- Gary Moffet — guitarra y coros
- Steve Lang — bajo y coros
- Jerry Mercer — batería y percusiones